# 毌丘甸
毌丘 甸（かんきゅう でん、? - 正元2年（255年））は、中国三国時代の魏の人物。字は子邦。司隸河東郡聞喜県の人。父は毌丘倹。

## 生涯
治書侍御史の官にあり、都で名声を集めていたが、司馬師からはその人柄を嫌悪されていた。司馬師が皇帝曹芳を廃位すると父の毌丘倹に「父上は地方の長官として重い任務に就いています。国家が傾覆しているのに晏然としているだけでは、四海の人々から責められましょう」と告げた。毌丘倹が司馬師打倒の兵を挙げる（毌丘倹・文欽の乱）と家族を連れ都を脱出、新安霊山へと逃れるが追討を受け、毌丘倹の三族は皆殺しとなった。
妻の荀氏は、荀顗の上表により放免された。娘の毌丘芝（潁川太守劉子元の妻）も荀氏の助命嘆願を受け、何曾が「嫁入り前の娘は父母の刑罰、既に婚礼の杯を受けた婦人は夫の家の刑罰にのみ従えば良い」と上議し、またこれも認められた。
小説『三国志演義』では第110回で登場。前述のものとほぼ同じ言葉を父の毌丘倹に告げる。